# Собор Михаила Архангела (Чебоксары)
Собор Михаила Архангела, Церковь Святого Архангела Михаила, Михаилоархангельская церковь — православный храм в городе Чебоксары, посвящённый архистратигу Михаилу.
Памятник русского зодчества XVII века, уникальный для города Чебоксары — единственная сохранившаяся до наших дней церковь переходного типа — двухстолпный храм.
Территория, на которой расположен памятник: в XVIII веке — возле восточной стены Чебоксарского кремля, ныне — пересечение улиц Константина Иванова и Бондарева.

## История

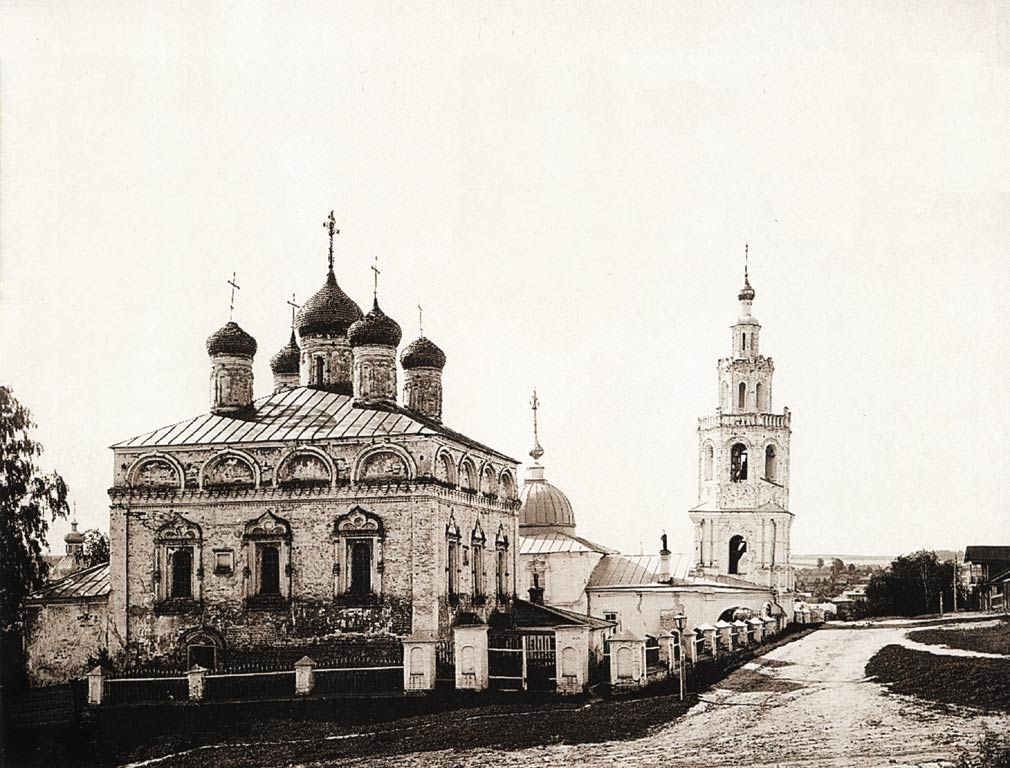
Фотография конца XIX века

Церковь Св. Архангела Михаила построена в 1702 году на средства прихожан.
В 1758 году также на средства прихожан был построен придел Параскевы Пятницы и колокольня. Таким образом, в составе архитектурного комплекса было три здания: холодная (летняя) церковь Михаила Архангела, тёплая (зимняя) Параскевы Пятницы и колокольня.
До революции в церкви хранилась местная реликвия — Тихвинская икона Божией Матери, представляющая историческую и художественную ценность. Однако в советское время она безвозвратно исчезла, и её местонахождение до сих пор неизвестно.
В советское время церковь была закрыта (1927), зимний храм и изящная колокольня утрачены (1930-е годы), а в уцелевшем здании долгие годы располагался государственный архив (один из фондов Национальной библиотеки Чувашии).
В 1993 году состоялась передача храма Чебоксарско-Чувашской епархии.

## Архитектура
Редко встречающийся переходный тип двухстолпного храма — единственный образец этого типа, сохранившийся в Чебоксарах.
Церковь выполнена в архитектурном стиле «русское барокко» (по типу «четверика», закомары, изящное оформление оконных проёмов).

## Современное состояние
В 1996 году, после сложных восстановительных работ и поднятия на купола крестов, начали совершаться полноценные богослужения.
Открытие обновленного храма было приурочено к 50-летию Чебоксарско-Чувашской епархии и первому визиту патриарха Московского и всея Руси Алексия II. В настоящее время храм принадлежит Чебоксарскому епархиальному училищу, и сейчас в нём проходят практику и проводят богослужения будущие священнослужители.

## Духовенство
- Настоятель храма — протоиерей Александр Федотов[4]